# Dembo Ambuíla
Dembo Ambuíla fue un pequeño estado histórico ubicado en lo que es la actual Angola. Sus gobernantes, como los de las áreas circundantes, llevaban el título Ndembu, y la región a menudo se conocía en portugués como "Dembos".
Aparecen en los registros históricos en el siglo XVII. Dembo Ambuíla estaba ubicada en la cabecera del río Lukala, donde había una brecha en las montañas que separaban a los reinos de Congo y Dongo y que controlaban la ruta comercial que pasaba entre ambos reinos. Esto le dio gran importancia estratégica.
La capital del Dembo Ambuíla estaba ubicada en las escarpadas montañas sobre el valle y era muy difícil de atacar, como resultado, Congo y Dongo a menudo reclamaban el país, pero rara vez lo gobernaban con éxito. 
En 1619-20, las fuerzas portuguesas de la colonia de Angola, fundada en 1575, atacaron Dembo Ambuíla y obligaron a su gobernante a firmar un acto de vasallaje. Ahora estaba entre tres potencias: Congo, Dongo y Angola .
A pesar de esta nueva aparente pérdida de soberanía, Dembo Ambuíla no fue obediente a Portugal y habitualmente enfrentó a las potencias más grandes entre sí. En 1627-1630, cuando los portugueses buscaban someter a las fuerzas de la reina Ana de Sousa de Ndongo, Dembo Ambuíla a veces le juraba lealtad, otras veces a Kongo.
Dembo Ambuíla fue lo suficientemente fuerte en este período, ya que a veces lideró coaliciones regionales de otros gobernantes del Dembo, y su posición estratégica lo convirtió constantemente en objeto de deseo. Dembo Ambuíla fue objeto de importantes ataques portugueses entre 1635 y 1640, pero cuando los holandeses se apoderaron de Luanda en 1641, el país se mostró leal a la reina Ana de Sousa, que trasladó su cuartel general a Kavanga, al sur del país ese año.
Tras la expulsión de los neerlandeses en 1648, los funcionarios portugueses volvieron a centrar su atención en Dembo Ambuíla, ejerciendo presión sobre sus gobernantes para renovar su vasallaje a Portugal. En 1664 una larga disputa entre Angola y Congo por los derechos mineros en la zona llevó a la guerra y, para defenderse, la regente doña Izabel firmó un tratado de vasallaje con Portugal. D Antonio I, rey de Congo desafió las interferencias portuguesas y envió un ejército para tomar Dembo Ambuíla. El ejército de Antonio se enfrentó a la fuerza portuguesa en la Batalla de Ambuíla el 29 de octubre de 1665. En esta batalla don Antonio fue derrotado, iniciando así la guerra civil del Congo que duraría hasta 1709.
Aunque doña Izabel renovó su vasallaje después de la Batalla de Ambuíla, Portugal no pudo ejercer un dominio absoluto sobre el territorio. Para la década de 1680, Ambuíla volvía a ser un poder regional, a veces en cooperación con la poderosa Reina Verónica I de Matamba. Portugal envió otro ejército importante para atacar Ambuíla y reafirmar su vasallaje en 1692-1693. Una vez más, la guerra renovó, a corto plazo, el vasallaje portugués.
Los gobernadores portugueses continuaron expresando su preocupación de que el comercio, especialmente el comercio de esclavos, que podría pasar por Luanda y pagar impuestos a Portugal, se estaba desviando a través de la brecha de Lukala y el territorio de Ambuíla, a Kongo y de allí a los comerciantes holandeses, franceses e ingleses que operaban. en la costa norte de Kongo.
Después de varios intentos fallidos, los portugueses construyeron un fuerte en Encoge, no muy lejos al sur de Ambuíla, en un intento por controlar el comercio en 1758.

## Biografía
Graziano Saccardo, Congo e Angola con la storia dell'antica missione dei Cappuccini (3 vols., Venecia, 1982–3)
- Datos: Q6799844